# Prosaptia obliquata
Prosaptia obliquata är en stensöteväxtart som först beskrevs av Bl., och fick sitt nu gällande namn av Georg Heinrich Mettenius. Prosaptia obliquata ingår i släktet Prosaptia och familjen Polypodiaceae. Inga underarter finns listade.